# 人肉搜索2：失蹤搜救
《人肉搜索2：失蹤搜救》是一部2023年上映的美國銀幕生活驚悚片，由威爾·梅瑞克和尼克·約翰遜編劇和執導（本片是他們的導演處女作），取材於賽福·哈尼恩和安尼遜·查格提创作的故事，两人還與娜塔莉·卡薩比恩共同製作了這部電影。這部電影是2018年《网络谜踪》的獨立续集，由斯托姆·瑞德、喬昆迪·艾曼達、梁肯、愛咪·蘭德克、丹尼爾·海尼和妮雅·隆主演，讲述朱恩寻找在哥伦比亚旅游时失踪的母亲格蕾丝的故事。
2019年宣布了《网络谜踪》的独立单元續集，第一部電影的剪輯師梅里克和約翰遜簽約，將於2021年1月執導其处女作。瑞德和隆於2021年春季加入演員陣容，拍攝於洛杉磯进行，由於持續的COVID-19大流行而推迟到當年3月至5月。《人肉搜索2：失蹤搜救》也是2020年《逃》的精神续作，由《网络谜踪》導演查格提執導，由梅瑞克和約翰遜剪輯，《逃跑》角色的命運在本片中得到确认。
《人肉搜索2：失蹤搜救》2023年1月19日在圣丹斯电影节上首映，並於次日由索尼影業在美國发行。這部電影獲得了影評人普遍的正面評價，全球票房超過4800萬美元。

## 剧情
2008年，罹患脑瘤的詹姆斯和年轻的朱恩一起玩耍，结果成了他去世前与朱恩的最后一次见面。
2022年，朱恩的母亲格蕾丝与新认识的男友凯文去哥伦比亚旅游，临行前把朱恩托付给了律师朋友海勒，让她定期到家里看望朱恩。母亲离开没多久，朱恩约了上一大群朋友到家里狂欢。
一个星期过去了，按照母亲临走前的嘱托，朱恩来到洛杉矶国际机场接她和凯文回家。朱恩等了好长时间，就是没看见两人出现，于是开始觉得不妙，向警方报告两人失踪的事情。没过多久，联邦调查局派驻哥伦比亚的特工帕克找到朱恩，表示会处理案件，也希望朱恩能提供两人行踪的线索。然而帕克的调查迟迟没有进展，朱恩等得有些不耐烦，也开始自行调查。
朱恩搜遍了母亲的Google地图轨迹、Facebook聊天记录和搜索记录，就是没有找到她和凯文在哥伦比亚的行踪线索。
朱恩想起自己之前在网上雇人上门打扫卫生，于是灵机一动，在哥伦比亚当地雇了一位跑腿，名叫哈维尔。在朱恩的指挥下，哈维尔来到格蕾丝和凯文之前住过的旅馆，希望旅馆能调出两人的监控录像，结果发现录像早就被自动删除了。
朱恩怀疑格蕾丝的男友凯文有作案嫌疑，开始在网上搜索他的个人资料，结果搜出了一大堆犯罪记录，显示他曾因诈骗他人入狱。看到这里，朱恩惊出一身冷汗，觉得凯文也是想骗取格蕾丝的钱财，而且可能已经绑架了她。
按照凯文在哥伦比亚的行程记录，朱恩派哈维尔四处打听两人的行踪。与此同时，朱恩也顺着凯文的行程找到拉斯维加斯的一家基督教疗养中心，并联系上了负责的牧师吉米。吉米承认凯文曾在这里接受治疗，认为凯文与格蕾丝是真心相爱。
朱恩找到格蕾丝的约会软件账号，发现她早就知道凯文有前科，还和他约会过。特工帕克联系朱恩，说格蕾丝和凯文在哥伦比亚被一群绑匪给挟持了，有目击者拍下了现场画面。然而朱恩发现所谓的绑架事件其实是凯文安排好的，而且和凯文去哥伦比亚的并不是格蕾丝，而是身材和格蕾丝差不多的另一位女子，名叫瑞秋，而格蕾丝本人在去机场的路上就已经被绑架了。
由于案件已经成为全美关注的焦点，瑞秋不敢撒谎，只好坦白说自己也不知道格蕾丝被绑架的事情。后来发现格蕾丝也有几个假名，也有自己消失的理由，舆论开始怀疑格蕾丝也有嫌疑。然而朱恩坚信格蕾丝清白，开始寻找线索。
朱恩发现凯文和希瑟一直在加密通讯软件上沟通，又开始怀疑希瑟。她来到希瑟的律师事务所，想和她当面对峙，结果发现办公室被人洗劫一空，电脑上文件也被删除了。更为恐怖的是，希瑟已经被人杀害，尸体就倒在文件柜旁。
随后哥伦比亚警方锁定了凯文的位置，对他进行抓捕，结果凯文在抓捕现场被警察开枪打死。眼看调查就要走进死胡同，朱恩登入格蕾丝的GMail，结果发现了一封威胁信，又用威胁信找到了凯文在一间废弃房屋安装的监控摄像头。
透过监控摄像头的画面，朱恩发现摄像头的位置就是以前住过的房子。这时吉米打电话过来，说有格蕾丝的情报，想过来见朱恩。没过多久，吉米就出现在朱恩家门前。一开始朱恩对吉米有所顾忌，迟迟不让进屋，直到吉米摘下帽子，朱恩发现吉米竟然是自己的父亲詹姆斯。
朱恩打开门，詹姆斯说朱恩的母亲格蕾丝患有精神疾病，当时捏造罪名害他入狱，把朱恩的抚养权夺了过去。巧合的是，詹姆斯的服刑时间和地点与凯文一模一样，但是两个人直到获释才认识。事实上，詹姆斯也是一位瘾君子，时常因为吸毒而家暴妻女。
詹姆斯入狱后，格蕾丝向朱恩谎称詹姆斯得癌症死了，在希瑟的帮助下更换姓名重新生活。詹姆斯对格蕾丝心怀怨恨，出狱后就让凯文以男友身份接近格蕾丝，以此找到格蕾丝和朱恩。
朱恩听完觉得不妙，这时好友来电，朱恩想求救，结果被詹姆斯抓住塞进了后备箱，把她关进了老房子，格蕾丝也在那里。朱恩和格蕾丝享受重逢的喜悦没多久，詹姆斯就走进门，开枪打中了格蕾丝，又准备对付朱恩，结果被格蕾丝用玻璃碎片插中后背。危急关头之下，朱恩对着监控摄像头喊话，远程激活了家中手机的Siri，以此向警方报警。
几个月后，格蕾丝枪伤痊愈，朱恩也回校上课，两人和哈维尔保持联系。与此同时，这次事件也被制作成电视剧，名叫《绝非虚构》（Unfiction）。

## 演员
- 斯托姆·瑞德 饰 朱恩
  - 阿娃·扎丽娅·李 饰 年幼的朱恩
- 梁肯 饰 凯文
- 妮雅·隆 饰 格蕾丝
- 喬昆迪·艾曼達 饰 哈维尔
- 丹尼爾·海尼 饰 帕克
- 愛咪·蘭德克 饰 希瑟
- 提姆·格里芬 饰 詹姆斯
- 邁克爾·塞戈維亞 饰 安杰尔
- 勞倫·莫絲利 飾 瑞秋
- 梅根·蘇莉（英语：Megan Suri） 饰 維娜

## 制作
2019年8月，2018年《网络谜踪》的獨立续集宣布正在制作中，原電影的導演安尼遜·查格提澄清故事不會“沿用與原作相同的角色或情節”，使該系列成為独立单元剧。2020年11月，製片人娜塔莉·卡薩比恩表示，COVID-19大流行推遲了這部電影的製作，片名为《网络谜踪2》（Searching 2）。2021年1月，宣布第一部電影和查格提2020年《逃跑》的剪辑师威尔·梅瑞克和尼克·约翰逊將自編自導這部電影，《弒訊》和《网络谜踪》的製片人提默·貝克曼比托夫與哈尼恩、查格提和卡薩比恩一起担任執行制片人。在接下來的幾個月裡，斯托姆·瑞德和妮雅·隆加入了劇組。
主体拍摄於2021年3月30日至5月30日在加利福尼亞州洛杉矶進行。2022年9月，影片的片名被揭露為《人肉搜索2：失蹤搜救》（Missing），影片定於2023年上映。2022年11月，製片人兼故事編劇賽福·哈尼恩在Reddit上透露，這部電影的背景也將設置在《逃跑》之後 ，作為該電影事件的后记以及《网络谜踪》的續集。

## 发行
《人肉搜索2：失蹤搜救》於1月20日在美國上映（原定於2023年2月24日），由索尼影业旗下的幕寶電影公司发行。

### 家庭媒体
《人肉搜索2：失蹤搜救》於2023年3月7日登陆Amazon Prime Video。DVD和藍光於2023年3月28日發行。

## 反响

### 票房
《人肉搜索2：失蹤搜救》第一天就賺得340萬美元票房，其中包括週四晚間預映的76萬美元。影片首映周周末票房为920萬美元，次於《阿凡達：水之道》《鞋貓劍客2》和《窒友梅根》，位列第四。這部電影在第二週週末获得570萬美元票房，排名第六。